# Risa Shimizu
Risa Shimizu (jap. 清水 梨紗; ur. 15 czerwca 1996 w Kobe) – japońska piłkarka, występująca na pozycji obrończyni w angielskim klubie Manchester City W.F.C. oraz w reprezentacji Japonii. Uczestniczka Igrzysk Olimpijskich 2020 w Tokio i 2024 w Paryżu, Mistrzostw Świata 2019 i 2023 oraz Pucharu Azji 2018 i 2022.

## Statystyki

### Klubowe
Na podstawie:
| Klub                         | Sezonów | Liga                    | Liga  | Liga   | Puchar krajowy | Puchar krajowy | Kontynentalne | Kontynentalne | Suma  | Suma   |
| Klub                         | Sezonów | Liga                    | Mecze | Bramki | Mecze          | Bramki         | Mecze         | Bramki        | Mecze | Bramki |
| ---------------------------- | ------- | ----------------------- | ----- | ------ | -------------- | -------------- | ------------- | ------------- | ----- | ------ |
| Nippon TV Tokyo Verdy Beleza | 8       | WE League               | 99    | 4      | 0              | 0              | –             | –             | 99    | 4      |
| West Ham United F.C.         | 2       | FA Women’s Super League | 44    | 1      | 10             | 0              | –             | –             | 35    | 11     |
| Manchester City W.F.C.       | 1       | FA Women’s Super League | 0     | 0      | 0              | 0              | 0             | 0             | 0     | 0      |
|                              | Łącznie | Łącznie                 | 143   | 5      | 10             | 0              | 0             | 0             | 153   | 5      |

### Reprezentacyjne
Na podstawie:
| Mecze i gole w reprezentacji podczas Mistrzostw Świata 2019 | Mecze i gole w reprezentacji podczas Mistrzostw Świata 2019 | Mecze i gole w reprezentacji podczas Mistrzostw Świata 2019 | Mecze i gole w reprezentacji podczas Mistrzostw Świata 2019 | Mecze i gole w reprezentacji podczas Mistrzostw Świata 2019 | Mecze i gole w reprezentacji podczas Mistrzostw Świata 2019 | Mecze i gole w reprezentacji podczas Mistrzostw Świata 2019 | Mecze i gole w reprezentacji podczas Mistrzostw Świata 2019 |
| Lp.                                                         | Data                                                        | Miasto                                                      | Przeciwnik                                                  | Wynik                                                       | Gole                                                        | Inne                                                        | Faza rozgrywek                                              |
| ----------------------------------------------------------- | ----------------------------------------------------------- | ----------------------------------------------------------- | ----------------------------------------------------------- | ----------------------------------------------------------- | ----------------------------------------------------------- | ----------------------------------------------------------- | ----------------------------------------------------------- |
| 1.                                                          | 10.06.2019                                                  | Paryż                                                       | Argentyna                                                   | 0:0 (0:0)                                                   |                                                             | 36'                                                         | Faza grupowa                                                |
| 2.                                                          | 14.06.2019                                                  | Rennes                                                      | Szkocja                                                     | 2:1 (2:0)                                                   |                                                             |                                                             | Faza grupowa                                                |
| 3.                                                          | 19.06.2019                                                  | Nicea                                                       | Anglia                                                      | 0:2 (0:1)                                                   |                                                             |                                                             | Faza grupowa                                                |
| 4.                                                          | 25.06.2019                                                  | Rennes                                                      | Holandia                                                    | 1:2 (1:1)                                                   |                                                             |                                                             | 1/8 finału                                                  |

| Mecze i gole w reprezentacji podczas Mistrzostw Świata 2023 | Mecze i gole w reprezentacji podczas Mistrzostw Świata 2023 | Mecze i gole w reprezentacji podczas Mistrzostw Świata 2023 | Mecze i gole w reprezentacji podczas Mistrzostw Świata 2023 | Mecze i gole w reprezentacji podczas Mistrzostw Świata 2023 | Mecze i gole w reprezentacji podczas Mistrzostw Świata 2023 | Mecze i gole w reprezentacji podczas Mistrzostw Świata 2023 | Mecze i gole w reprezentacji podczas Mistrzostw Świata 2023 |
| Lp.                                                         | Data                                                        | Miasto                                                      | Przeciwnik                                                  | Wynik                                                       | Gole                                                        | Inne                                                        | Faza rozgrywek                                              |
| ----------------------------------------------------------- | ----------------------------------------------------------- | ----------------------------------------------------------- | ----------------------------------------------------------- | ----------------------------------------------------------- | ----------------------------------------------------------- | ----------------------------------------------------------- | ----------------------------------------------------------- |
| 1.                                                          | 22.07.2023                                                  | Hamilton                                                    | Zambia                                                      | 5:0 (1:0)                                                   |                                                             |                                                             | Faza grupowa                                                |
| 2.                                                          | 26.07.2023                                                  | Dunedin                                                     | Kostaryka                                                   | 2:0 (2:0)                                                   |                                                             |                                                             | Faza grupowa                                                |
| 3.                                                          | 31.07.2023                                                  | Wellington                                                  | Hiszpania                                                   | 4:0 (3:0)                                                   |                                                             |                                                             | Faza grupowa                                                |
| 4.                                                          | 05.09.2023                                                  | Wellington                                                  | Norwegia                                                    | 3:1 (1:1)                                                   | 50'                                                         |                                                             | 1/8 finału                                                  |
| 5.                                                          | 11.08.2023                                                  | Auckland                                                    | Szwecja                                                     | 1:2 (0:1)                                                   |                                                             |                                                             | Ćwierćfinał                                                 |

## Sukcesy
Na podstawie:

### Reprezentacyjne
- Mistrzyni Azji 2018
- Złoto na Igrzyskach Azjatyckich 2018